# دينيس هالمان
دينيس لويد هولمان (بالإنجليزية: Dennis Lloyd Hallman؛ مواليد 2 ديسمبر 1975) هو مُقاتل فنون قتالية مختلطة أمريكي.

## وصلات خارجية
- دينيس هالمان على موقع بوكس ريك (الإنجليزية) (registration required)
- دينيس هالمان على موقع شيردوغ (الإنجليزية)
- دينيس هالمان على موقع Tapology.com (الإنجليزية)
- دينيس هالمان على موقع IMDb (الإنجليزية)
- دينيس هالمان على موقع قاعدة بيانات الفيلم (الإنجليزية)